# 共和黨 (德國)
共和党（德語：Die Republikaner，REP）是德国一个民族保守主义政党，该党的主要政治纲领是反对移民，该党倾向于吸纳那些认为基督教民主联盟和巴伐利亚基督教社会联盟不够保守的反对者为其成员。
德国共和党由前巴伐利亚基督教社会联盟成员弗兰兹·汉德罗斯和埃克哈德·沃伊特于1983年创建，弗兰兹·施恩胡伯于1985年至1994年间担任该党党魁。罗尔夫·施莱勒担任该党继任党魁，一直到2014年。共和党人于1989年至1994年在欧洲议会中占有一席之地，于1989年至1990年在西柏林的柏林议会和1991年至2001年在巴登-符腾堡州议会中占有一席之地。

## 政党背景
20世纪80年代，基民盟／基社盟对右翼的不满日益加深，与此同时，极端右翼的德国国家民主党也在衰落。最初，基民盟／基社盟的欧洲一体化政策以及对东方政策的支持态度引起了诸多批评。最后，在1983年，在完全违背该党长期反对稳定东德经济的方针的情况下，基社联盟领导人弗朗茨·约瑟夫·施特劳斯却给予德国100多亿马克的信贷。这一举措导致基社联盟的几个核心成员离开了该党，包括国会议员弗兰兹·汉德罗斯和埃克哈德·沃伊特。